# ブンデスリーガジャパンツアー2022 presented by スカパー!
ブンデスリーガジャパンツアー2022 presented by スカパー!は、2022年11月に、ドイツのサッカー1部リーグ「ブンデスリーガ」のアイントラハト・フランクフルトを招待し、日本の浦和レッズとガンバ大阪が行う招待親善試合。
2022年は平年ヨーロッパ各国のサッカーリーグが行われる11-12月の時期に2022 FIFAワールドカップカタール大会の開催期間に当たりリーグ戦が中断するが、この期間を利用し、長谷部誠、鎌田大地らが在籍する、アイントラハト・フランクフルトをスカパー!が招待。日本プロサッカーリーグ・J1リーグのチームとの親善試合を企画した。

## 開催概要

### 対戦カード
- 第1戦:2022年11月16日・19:30キックオフ予定　浦和レッズ対アイントラハト・フランクフルト　埼玉スタジアム2002（さいたまシティカップ2022としても開催）
- 第2戦:2022年11月19日・キックオフ予定時間未定　ガンバ大阪対アイントラハト・フランクフルト　パナソニックスタジアム吹田

### 放送・配信
- スポーツライブ+生中継
- SPOOX生配信
- スカパー!番組配信生配信
- テレビ東京（地上波・YouTube　第1戦・浦和戦のみ）
- Paravi（第1戦・浦和戦のみ）
- BS11（第2戦・G大阪戦のみ。生中継はBS11+にて、テレビ放送は録画中継）

### スポンサー
- 主催：さいたま市（埼玉Sのみ）、スカパーJSAT株式会社、公益社団法人日本プロサッカーリーグ
- 共催：一般社団法人さいたまスポーツコミッション（埼玉Sのみ）
- 主管：浦和レッドダイヤモンズ、公益財団法人埼玉県サッカー協会（以上埼玉Sのみ）、ガンバ大阪、一般社団法人大阪府サッカー協会（以上パナソニックS吹田のみ）
- 後援：ドイツ連邦共和国大使館（埼玉Sのみ）、大阪・神戸ドイツ連邦共和国総領事館（パナソニックS吹田のみ）、在日ドイツ商工会議所
- 企画：IMG